# Meilifeilong
Meilifeilong — рід птерозаврів родини Chaoyangopteridae, що існував у ранній крейді.

## Історія відкриття
Викопні рештки птерозавра виявлено у відкладеннях формації Цзюфотан поблизу села Сяотайзі в повіті Цзяньчан міського округу Хулудао провінції Ляонін на сході Китаю. Рід містить два види: M. youhao, відомий за майже повним скелетом та частковим черепом, і M. sanyainus, спочатку описаний як вид Shenzhoupterus.

## Назва
У 2023 році Ван з колегами описали Meilifeilong youhao як новий рід і вид птерозаврів-чаоянгоптерид на основі згаданих викопних решток. Родова назва «Meilifeilong» поєднує в собі китайські слова «meili», що означає «красивий», «fei», що означає « літати», і «long», що означає «дракон», вказуючи на неймовірну збереженість голотипу. Видова назва «youhao» означає «дружба» на мандаринській мові, відсилаючи до багаторічної співпраці у дослідженні птерозаврів між китайськими та бразильськими вченими.

## Опис
Голотипні зразки обох видів є порівнянними за розміром. Голотип M. youhao (IVPP V 16059) має розмах крил приблизно 2,16 метра, тоді як зразок M. sanyainus (DB0233) є дещо більшим, з розмахом крил близько 2,18 метра.